# 真紅 (朝鮮)
真紅（韓語：진홍；？—？），18世紀李氏朝鮮英祖治世的妓生和畫家，小眉和擅長畫畫，特別是竹石畫。
英祖45年（1768年）刊行的警修堂集和綠波雜記對她也有介紹。